# 神岡駅 (台中県)
神岡駅（しんこうえき）はかつて台湾台中県神岡郷（現・台中市神岡区）に存在した台湾鉄路管理局神岡線の廃駅。潭子方で清泉崗基地への側線が分岐していた(p101)。
2004年以降は潭雅神自転車道に組み込まれて当時のホームが再現されている(p1205)。駅構内は公園として生まれ変わっている(p101)。

## 沿革
- 1957年
  - 3月5日 - 軌道敷設完了[2](p1204)。
  - 8月21日 - 三等駅として開設[2](pp1204-1205)。
  - 9月15日 - 貨物列車正式運行開始[2](p1205)。
- 1961年5月15日 - 簡易駅降格[2](p1205)。
- 1992年6月30日 - 駅廃止[2](p1205)。路線も潭子駅の構内側線扱いとなる「神岡及倉庫専用側線」へ格下げされた[1](p100)。
- 1999年7月1日 - 路線廃止、所有権が国防部に移転[2](pp1205)、所有権が国防部に移転[2](p1205)。

## 運輸統計
1964年に供用された清泉崗基地ではベトナム戦争中は米軍と中華民国軍の共同使用となりB-52などの拠点となっていたため(pp1206-1207)、それに伴う物資輸送などが増加した。
| 年   | 年間（単位：トン） | 年間（単位：トン） | 年間（単位：トン） | 年間（単位：トン） |
| 年   | 発送               | 卸                 | 計                 |                    |
| ---- | ------------------ | ------------------ | ------------------ | ------------------ |
| 1961 | 5,679              | 13,822             | 19,501             |                    |
| 1966 | 30,310             | 46,171             | 76,481             |                    |
| 1971 | 32,133             | 47,012             | 79,145             |                    |

## 駅周辺
- 圳前仁愛公園
- 神岡山皮寶山宮
- 清泉崗基地（台中空港）

## 隣の駅
台湾鉄路管理局
- 神岡線（廃止）
  - 潭子駅 - (社口信号場) - 神岡駅 - 清泉崗駅

### 註釈
1. ↑  廃止当時の表記
2. ↑  臺灣鐵路管理局各年年報[3](pp406-408)